# Zdravilišče
Zdravilišče je zdravstvena ustanova za zdravljenje bolnikov  z določenimi boleznimi z izkoriščanjem naravnih okoliščin.
Zdravilišče je kraj, ki na podlagi naravnih virov (termalna voda, hladna mineralna voda, podnebje, pelodi) urejenih zdravstvenih dejavnosti in namestitvenih zmogljivosti, omogoča rehabilitacijo in izboljšanje zdravja. Slovenska naravna zdravilišča imajo pomembno vlogo v zdravstveni dejavnosti. Del njihovih zmogljivosti je vključen v pravice iz obveznega zdravstvenega zavarovanja, drugi del pa v turistično ponudbo.
Bolnik pri zdravljenju ob strokovni medicinski pomoči in uporabi naravnih virov pridobi tolikšno zmogljivost, da mu omogoča čim hitrejšo vključitev v samostojno življenje in delo. Rehabilitacija v zdraviliščih je namenjena predvsem bolnikom z revmo in poškodbami gibal, ter nevrološkimi boleznimi. Nekatera zdravilišča pa zdravijo bolezni presnove, ginekoloških bolezni, bolezni dihal in uroloških bolezni.
V dejavnosti zdravilišč se prepletata zdravstvo in turizem. Status in delovanje zdravilišč je urejen s posebnim zakonom. V zdraviliško-turistično ponudbo Slovenije je vklučenih 15 zdravilišč, ki ponujajo razne oblike zdravilne vode in 14 klimatskih zdravilišč. Klimatska zdravilišča, ki so namenjena zlasti otrokom, v turistični ponudbi Slovenije nimajo pomembne vloge, ali pa trenutno ne obratujejo (npr. Rakitna).